# Мочарское сельское поселение
Моча́рское се́льское поселе́ние (чув. Мучар ял тăрăхĕ) — муниципальное образование в Ядринском районе Чувашии Российской Федерации.
Административный центр — деревня Нижние Мочары.

## История
Статус и границы сельского поселения установлены Законом Чувашской Республики от 24 ноября 2004 года № 37 «Об установлении границ муниципальных образований Чувашской Республики и наделении их статусом городского, сельского поселения, муниципального района и городского округа».

## Население
| 2010 | 2012 | 2013 | 2014 | 2015 | 2016 | 2017 |
| ---- | ---- | ---- | ---- | ---- | ---- | ---- |
| 928  | ↗968 | ↘940 | ↘889 | ↘861 | ↘823 | ↘804 |
| 2018 | 2019 | 2020 | 2021 |      |      |      |
| ↘763 | ↘730 | ↘716 | ↘677 |      |      |      |

## Состав сельского поселения
| № | Населённый пункт | Тип населённого пункта          | Население |
| - | ---------------- | ------------------------------- | --------- |
| 1 | Верхние Мочары   | деревня                         | ↗280      |
| 2 | Заштраночная     | деревня                         | ↘23       |
| 3 | Малое Чурашево   | село                            | ↗46       |
| 4 | Нижние Мочары    | деревня, административный центр | ↗408      |
| 5 | Чиганары         | село                            | ↘263      |
| 6 | Шоркино          | деревня                         | ↗60       |